# Danny Ings
Daniel "Danny" William John Ings, född 23 juli 1992, är en engelsk fotbollsspelare (anfallare). Han har representerat Englands U21-landslag och har även spelat tre landskamper och gjort ett mål för det engelska A-landslaget.

## Klubbkarriär
Den 15 augusti 2011 värvades Ings av Burnley, där han skrev på ett fyraårskontrakt.
Den 8 juni 2015 meddelades det att Ings hade skrivit på ett fyraårskontrakt med Liverpool som började gälla nästkommande säsong.
Den 9 augusti 2018 lånades Ings ut till Southampton på ett låneavtal över säsongen 2018/2019. Den 1 juli 2019 skrev han på ett treårskontrakt med Southampton.
Den 4 augusti 2021 värvades Ings av Aston Villa, där han skrev på ett treårskontrakt.
Den 20 januari 2023 värvades Ings av West Ham United, där han skrev på ett kontrakt till sommaren 2025.